# ハムリンズ
ハムリンズ（Hamrins）は、日本ハムのマスコットキャラクター集団である。
2005年に誕生した。テレビCMで「ハムリンズのテーマソング」を歌いながら登場するほか、日本ハムがスポンサーを務める北海道日本ハムファイターズ及びセレッソ大阪のホームゲーム、イベントなどにも出演。

## メンバー
「ハムソー星」からやってきた宇宙人という設定。
- ハミュー（ハム）
- ソーセジータ（ソーセージ）
- ベーコロン（ベーコン）
- ヤキベータ（焼豚）
- ミーコロン（ミートボール）

## 楽曲
- 「ハムリンズのテーマソング」
作詞：BEST PROJECT、作曲：平井泰三、歌：薮内麻理
- 「ハムリンズ音頭」
振り付けはパパイヤ鈴木が担当

### CD・DVD
市販
- 2015年11月25日発売のコンピレーション・アルバム『スーパー☆フード・ソング〜スーパーで流れるスーパー・キャッチーな食育ソング!?〜』に「ハムリンズのテーマソング」が収録されている。

非売品
- ハムリンズのうた（CD）
- ハムリンズ体操（DVD）
- みんなで踊ろう!ハムリンズ音頭（DVD）

これらの非売品CD・DVDは、日本ハムが実施するキャンペーンの当選者に配布された。

## アニメ
2007年6月18日から2009年3月まで、アニマックスで放送された。

### キャスト
- ハミュー（声 - 中村郁）
- ソーセジータ（声 - 三間はるな）
- ベーコロン（声 - 谷藤リョーコ）
- ヤキベータ（声 - あまの晴奈）
- あそうせいじ（声 - 中村郁、三間はるな、あまの晴奈） - 地球人の少年